# Cine hogareño

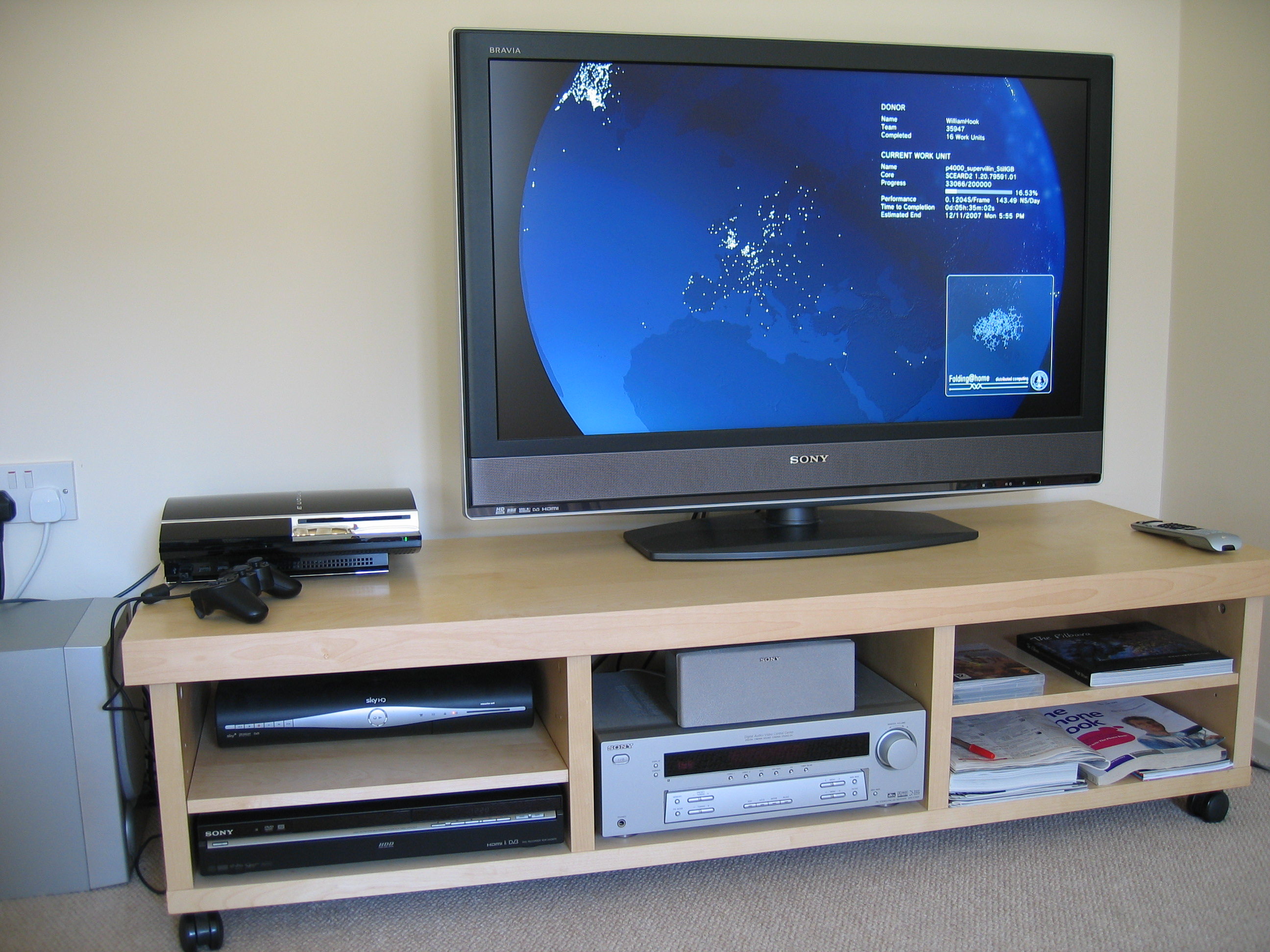
Sistema de cine en casa con una pantalla LCD TV Sony KDL-40W2000

El cine en casa, también llamado cine hogareño, cine casero o teatro en casa (en inglés home cinema) es un sistema que busca reproducir la calidad de vídeo y audio de una sala de cine en el hogar. 
El aspecto de vídeo a menudo incluye una pantalla grande o televisor de alta definición, o un sistema de proyección. La reproducción de audio de calidad se consigue con un sistema de sonido envolvente de alta fidelidad.
El cine en casa, técnicamente, podría ser tan básico como una añadir al televisor un reproductor de vídeo y un soundbar o un grupo de altavoces. Es, por tanto, difícil especificar exactamente lo que distingue un home cinema de un televisor con sistema estéreo.
Sin embargo, el cine en casa implica una verdadera experiencia de cine y por tanto una mayor calidad de sus componentes. Un sistema clásico incluiría lo siguiente:
1. Un prominente despliegue de aparatos, generalmente un televisor de gran tamaño alta definición Smart TV o tecnología de plasma, una pantalla de cristal líquido o led, o posiblemente un proyector de video a menudo con función HDTV.
2. Uno o más canales audio/vídeo. Formatos de alta calidad como DVD o Laserdisc, ahora también con los nuevos formatos de alta definición como el HD DVD o Blu-ray.
3. Un sistema audio que sea capaz de emitir sonido envolvente (al menos 5.1). Generalmente, esto consiste en varios altavoces y un subwoofer.[1] A veces un decodificador especial se utiliza para permitir la emisión de nuevos formatos de sonido envolvente.[2]
4. Asientos confortables y una organización para transmitir sensaciones de cine. Puede incluir varios sillones reclinables y cortinas o luz de ambiente reducida o modificada para ampliar la experiencia.

Algunos entusiastas del cine en casa llegan a construir una habitación dedicada solo a ello. Dicha habitación a menudo se decora para recordar un cine real, con mobiliario especial, pósters de cine o una máquina de palomitas. Estas instalaciones más avanzadas a menudo incluyen elementos de diseño acústico sofisticados, incluyendo un aislamiento de sonido. Estas instalaciones a menudo son llamadas habitaciones pantalla o sala de cine para diferenciarlas de las instalaciones sencillas. 
Hoy en día es posible comprar kits de cine en casa en una caja lanzados por varias conocidas compañías de productos electrónicos. Estos kits comprenden un conjunto de altavoces de sistema surround, un amplificador/selector para ajustar el volumen y seleccionar los canales de vídeo y a veces un reproductor de DVD. Aunque estos kits palidecen en comparación con una instalación real de home cinema, su precio también resulta más atractivo. Uno sólo necesita añadir un televisor y algunas películas para crear una sala de cine en casa.

## Sin cables
Algunos equipamientos incluyen instalaciones de altavoces sin cable con amplificadores: 
- Philips LX 3950 utiliza conexiones de infrarrojos en 863.3-864.5 MHz con 4 cambios de canales de transmisión.
- Samsung Home Theater System - HTDS490 utiliza tecnología Bluetooth.

Se estima que van a salir sistemas de cine en casa sin cables que abarquen todos los altavoces.

## Conexiones
Algunas conexiones incluidas en home cinema son:

### Audio
- Entrada: AUX, digital cinch, Scart audio.
- Salida: Conector RCA analógico, line-out, digital cinch.

### Salida de vídeo
- HDMI, CVBS, S-Video, Scart múltiple.

### General
- USB, TOSLINK, WiFi, Bluetooth, IrDA.

### Antena
- FM coaxial, AM loop

## Sonido Surround de los Home Cinema
El sonido surround es un término que se asocia con los home Cinema desde su lanzamiento en 1982. Fue diseñado por los laboratorios Dolby y permitía emitir un sonido envolvente a través de un proceso que se conoce como la decodificación Matrix. Se trataba de la decodificación de diferentes señales de audio dentro de una fuente estéreo. Puso los cimientos para que posteriormente se desarrollaran muchos otros formatos de sonido envolvente:

### Dolby Pro Logic
Dolby utilizó el sistema Matrix con el Pro Logic para lograr un sonido surround. Lo hizo decodificando señales separadas desde los canales izquierdo y derecho de los equipos de sonido caseros. Esta innovación permitió que ya con las cintas VHS se reprodujera el sonido con dos canales extras.

### Dolby Digital
Con la aparición de los discos láser (LD) aumentó la calidad de las grabaciones. Dolby aprovechó esta nueva tecnología para diseñar el formato AC-3, conocido actualmente como Dolby Digital. Supuso una notable mejora en el desempeño del Pro Logic. Además, se añadió un canal dedicado a las frecuencias graves manejado por un subwoofer.

### DTS
El sistema DTS (Digital Theater Systems) apareció en los cines con la película Jurassic Park de Steven Spielberg (1993). Más tarde esta tecnología se integró en los DVD. El formato DTS utiliza un mayor ancho de banda que el Dolby Digital, por lo que provee mayor información de audio y es de mayor calidad.

### Dolby Digital Plus, Dolby TrueHD, DTS-HD y DTS-Master HD
Con la llegada de los DVD-HD y los discos Blu-ray aparecieron los sistemas Home Cinema 7.1 (siete altavoces distribuidos por la estancia más un subwoofer). Y con ellos llegaron nuevos formatos de Dolby y DTS con mayores prestaciones que permiten aprovechar la mayor capacidad de memoria de estos discos. Dolby Digital Plus funciona con archivos de audio comprimidos que ocupan menos espacio. Dolby TrueHD, es una versión sin compresión. DTS cuenta con dos opciones: DTS-HD, que trabaja con archivos comprimidos; y DTS-HD Master Audio, para archivos sin compresión.

### Pro Logic II, Pro Logic IIx y Pro Logic IIz
Son nuevos sistemas que han mejorado mucho el sonido en los equipos de cine en casa. Pro Logic II es capaz de generar un sonido surround para sistemas Home Cinema 5.1 desde una fuente estéreo. Pro Logic IIx es un formato que puede tomar las mezclas de sonido surround 5.1 y expandirlas a sistemas 6.1 o 7.1, por lo que da mucho juego. Por otro lado, Pro Logic IIz permite añadir dos altavoces más (por encima del altavoz central y entre los altavoces frontales laterales). Con esta nueva suma se logra una mayor profundidad de sonido envolvente y una sensación sonora mucho mejor.

### Dolby Atmos DTS:X y Auro-3D
Estos  nuevos códecs de sonido surround basado en objetos permiten representar objetos sonoros en un espacio 3D. Cada objeto contiene información de audio independiente. El Dolby Atmos puede procesar hasta 128 objetos de audio distintos en una escena y dar una nueva sensación de tridimensionalidad sonora. Puede lograr que el sonido de una explosión se emita desde diferentes puntos. También consigue un efecto 3D muy real gracias a que usa altavoces de techo adicionales. Mientras que el Atmos puede procesar hasta 128 objetos, el DTS:X no tiene límites. Además, es más flexible, ya que no necesita de altavoces de techo como el Atmos. El Auro-3d tiene bastante tiempo en el mercado, pero no es tan conocido. Requiere de altavoces adicionales y se utiliza en sistemas home cinema extensos, como los 9.1.